# レバンダー・ジョンソン
レバンダー・ウィリアム・ジョンソン（Leavander William Johnson、1969年12月24日 - 2005年9月22日）は、アメリカ合衆国の男性元プロボクサー。元IBF世界ライト級王者。
自身の獲得したIBFライト級タイトルの初防衛戦で、WBC世界スーパーフェザー級王者ヘスス・チャベスの挑戦を受け、挑戦者の連打を浴び、リング禍に見舞われて試合の5日後に急死した。

## 来歴

### 3度の世界タイトル戦の敗戦
1969年にニュージャージー州のアトランティックシティで生まれた。早くからアマチュアボクシングを始め頭角を現し、1989年2月14日に19歳でプロデビューする。その後、無敗のまま1994年3月18日にシャンバ・ミッチェルの持つNABF北米ライト級王座に挑戦し8回KOで勝利して王座を獲得する。そして同年8月6日には初めてのメジャータイトルマッチとしてミゲル・アンヘル・ゴンザレスの持つWBC世界ライト級王座に挑戦するが、8ラウンドTKOで敗れてしまう。
しかし、翌1995年7月29日にはマイナータイトルながらIBO世界ライト級王座を獲得し、1997年5月10日に2度目のメジャータイトルマッチとしてオルズベック・ナザロフの持つWBA世界ライト級王座に挑戦するが、またしても7ラウンドTKOで敗れて王座獲得は叶わなかった。
その後、2001年3月31日にWBCアメリカ大陸ライト級王座の挑戦に失敗するが、2002年10月25日にはUSBA全米ライト級王座を獲得する。この試合でジョンソンはIBFの指名挑戦権も獲得し、2003年11月22日に空位のIBF世界ライト級王座を賭けてハビエル・ハウレギと王座決定戦を行う。だが、この3度目のメジャータイトル挑戦でも11ラウンドTKOで敗れてチャンピオンベルトを腰に巻くことは出来なかった。

### 念願のチャンピオンベルト
その後もメジャータイトルの夢を捨てきれず、そして遂にフリオ・ディアスが返上して空位となったIBF世界ライト級王座を賭けて、2005年6月17日にステファノ・ゾフと敵地イタリアでタイトルマッチを行うチャンス（おそらくジョンソンにとって最後のチャンスになるだろうと思われた）を掴んだ。大方の予想はゾフ有利でジョンソンはかませ犬と見られていたが、彼は見事に7ラウンドTKOで勝利して、ようやく念願のメジャータイトル、IBF世界ライト級王座を獲得した。
ジョンソン35歳、4度目の挑戦にして初めての戴冠であった。

## 初防衛戦とリング禍

### ヘスス・チャベスとの指名試合
念願のベルトを手にしたジョンソンは、3か月後の9月17日に指名試合としてメキシコのヘスス・チャベスの挑戦を受ける事になる。チャベスはスーパーフェザー級から階級を上げての初戦であったため楽観視する向きもあったが、WBC世界スーパーフェザー級王者であり、危険な挑戦者だった。ジョンソンは試合前にインタビューで、「もう自分がタイトルなしになるのは見たくないんだ」とこの試合に対する決意を語った。
打たれ強く、ひたすら前へ前へと押しながら休むことなく打ち続け、頭を突き合わせた接近戦でのショートパンチにも威力のある典型的なメキシカンファイターであるチャベスは、この試合でも手数でジョンソンを圧倒し、10ラウンドには集中的な連打を浴びせた。ラウンド終了後、コーナーに戻ったジョンソンはグロッキー状態に近かったが、ドクターストップはかからずに試合は続行された。11ラウンドが開始されると直ぐにロープ際に詰まったジョンソンに対し、容赦なくチャベスの連打が襲い掛かり、0分38秒にレフェリーがストップするまで手を休めることがなかった。

### ジョンソンの急死
ヘスス・チャベスの連打を浴びて11ラウンドTKO負けしたジョンソンは、試合後、彼自身の足でリングを下りたが、まもなく更衣室で昏倒し試合会場のラスベガスMGMグランド・ガーデン・アリーナからユニバーシティ・メディカル・センターへ搬送された。診断は脳内の血管破裂による脳内出血（急性硬膜下血腫）であり、ドクターのウィリアム・スミスの手により緊急開頭手術が施された。手術後、昏睡状態になっていた彼はかなり危険な状態であり予断を許さない状況だったが、週明けまで持ちこたえ一時は良くなる兆候さえ見せた。が、すぐに再び危篤状態に陥り9月19日には2度目の手術を受けた。チャベスも見舞いに駆けつけたが、しかし、努力もむなしく手術後の昏睡状態から意識を取り戻すことなく彼の脳は活動をやめた。彼の家族は延命処置を中止する決断（ドクター・スミスも「賢明な決断」と語った。）をし、2005年9月22日午後4時23分に家族たちに見守られながら、彼は息を引き取った。
プロボクサー歴16年、35歳、4人の子供を残しての逝去だった。
直接的な原因は、10ラウンドに浴びた2ダース以上の的確なパンチと思われたが、16年にわたる彼のプロボクサー歴で蓄積されたダメージも原因の一つと考えられた。

## その後

### ボクシング界への影響
ジョンソン急死の約2か月前の7月2日に、同じくラスベガスでメキシコ人ボクサー、マーティン・サンチェスがリング禍で死亡していたこともあり、彼の死は改めてボクシング界に衝撃を与え、関係者に「ボクシングによる人命への危険な影響 」を再認識させることとなった。
とりわけボクシングの試合が数多く開催されるラスベガスのあるネバダ州ではこの事故を深刻に受け止め、州のスポーツコミッションはボクシングにおけるボクサーの健康と安全性について調査・提言する特別委員会を設置した。委員会は2006年7月にネバダ州スポーツコミッションに対し以下のような勧告を行った。

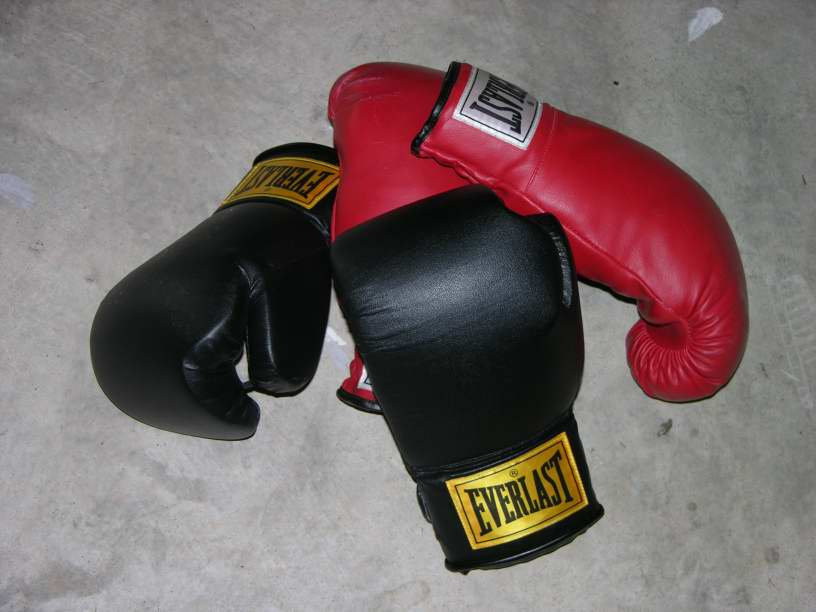
グローブ 重さについて再考を求められた

- 現状のメディカル委員会に代わり医師資格のあるメンバーによる新たな委員会を設立し、コミッションが直接監督するようにする。
- コミッションがポータブルCTを購入準備し、試合後のボクサーには必ず医者による身体検査を行うようにする。
- ボクサーの安全性について永続的な医学的研究を行うことと、ボクサー自身の福利厚生を目的とした基金を設立する。
- ボクシンググローブについて、現状（ウェルター級までは8オンス、スーパーウェルター級以上は10オンス）から重さをさらに増やす必要があるかの科学的研究が必要である。また製造工程の一貫性を保つようにする。
- ラウンド間のインターバルでは、ボクサーに電解質飲料を摂取する事を許可する。

しかし、予算などの問題もあり全ての勧告を実現するまでには至っていない。ラスベガスでは1994年からリング禍による死亡事故は、ジョンソンで5人目である。

### 対戦者は
ジョンソンの悲報を聞いて、対戦者のチャベスと彼の契約プロモーターであり今回のタイトルマッチの興行主だったオスカー・デ・ラ・ホーヤのゴールデンボーイ・プロモーションズは声明を発表し、深い追悼の意を表した。CEOのリチャード・シェーファーはこのような事故が二度と起こらないように出来る限りのことをするとコメントを寄せ、ジョンソンの子供達のための基金を準備中であることも伝えた。チャベスは、「自分に出来る最良の方法は、ジョンソンと自分が誇りを持って保持したこのタイトルを守り、そして彼がそうだったように、リングの上でも外でも本物のチャンピオンとしてふるまうことだ。」と語り、出来るだけ長くタイトルを防衛して、ファイトマネーから基金に寄付をし続けることを誓った。

### 故郷では
ジョンソンの故郷のアトランティックシティでは、街のヒーローだった彼の功績を称えるためにちょうど一周忌にあたる2006年9月22日に彼の家族を迎えセレモニーが開催された。その中でアトランティックシティの市議会は、ジョンソンがかつて練習で通った警察アスレティックビルの3階にあるジムと街の通りの一つに、彼の名前を冠して彼の栄光を称えることを発表した。
ジムの名は "Home of world lightweight champion Leavander Johnson"、通りの名は "Leavander William Johnson World Champion Drive" と名づけられた。

## 獲得タイトル
- NABF北米ライト級王座
- USBA全米ライト級王座
- IBO世界ライト級王座
- IBF世界ライト級王座

## 参照
1. ↑  上記
追悼記事 (Black athlete sports net)より引用。
2. ↑  September 23, 2005 "Boxer dies from brain injury" by Tim Dahlberg
 September 23, 2005 - 1:54PM "Boxer dies from tittle fight injuries"AP通信
3. ↑  July 10, 2005 "MARTIN SANCHEZ JR.'S DEATH" by Kevin Iole, Review Journal
4. ↑  Jun. 09, 2006 "Boxing panel will propose changes" by Kevin Iole, Review Journal
5. ↑  9-22-2005 "Golden boy promotions remembers Leavander Johnson"
6. ↑  Sep 20, 2006 "Leavander Johnson – In Remembrance" By Rob Scott